# Barend Biesheuvel
Barend Willem Biesheuvel (Haarlemmerliede, 5 aprile 1920 – Haarlem, 29 aprile 2001) è stato un politico olandese, ministro-presidente dei Paesi Bassi dal 6 luglio 1971 all'11 maggio 1973.

## Biografia

### Primi anni di vita
Barend Willem Biesheuvel è nato il 5 aprile 1920 a Haarlemmerliede nella provincia olandese dell'Olanda Settentrionale in una famiglia riformata, figlio di Arie Biesheuvel (nato il 21 gennaio 1883 a Haarlemmerliede) e Johanna Margaretha "Antje" Troost (nata il 22 febbraio 1881 a Sloten). Biesheuvel aveva tre fratelli e due sorelle. Dopo aver completato la sua formazione secondaria presso le scuole locali, si è laureato alla Vrije Universitet di Amsterdam nel settembre 1945. Per i successivi due anni Biesheuvel ha lavorato ad Alkmaar come segretario del commissario per l'alimentazione per la provincia dell'Olanda Settentrionale. Nel 1947 è diventato segretario della Divisione Straniera della Società Agricola (ora Comitato Agricolo). Nel 1952 il Biesheuvel divenne segretario generale dell'associazione dei coltivatori cristiani e dei giardinieri dei Paesi Bassi (CBTB) e nel 1959 presidente di tale organizzazione. Dallo stesso anno è stato anche membro del Consiglio Agricolo, della Fondazione del Lavoro e dei consigli della Centrale Raifeissen Bank e Heidemij.

### Carriera politica

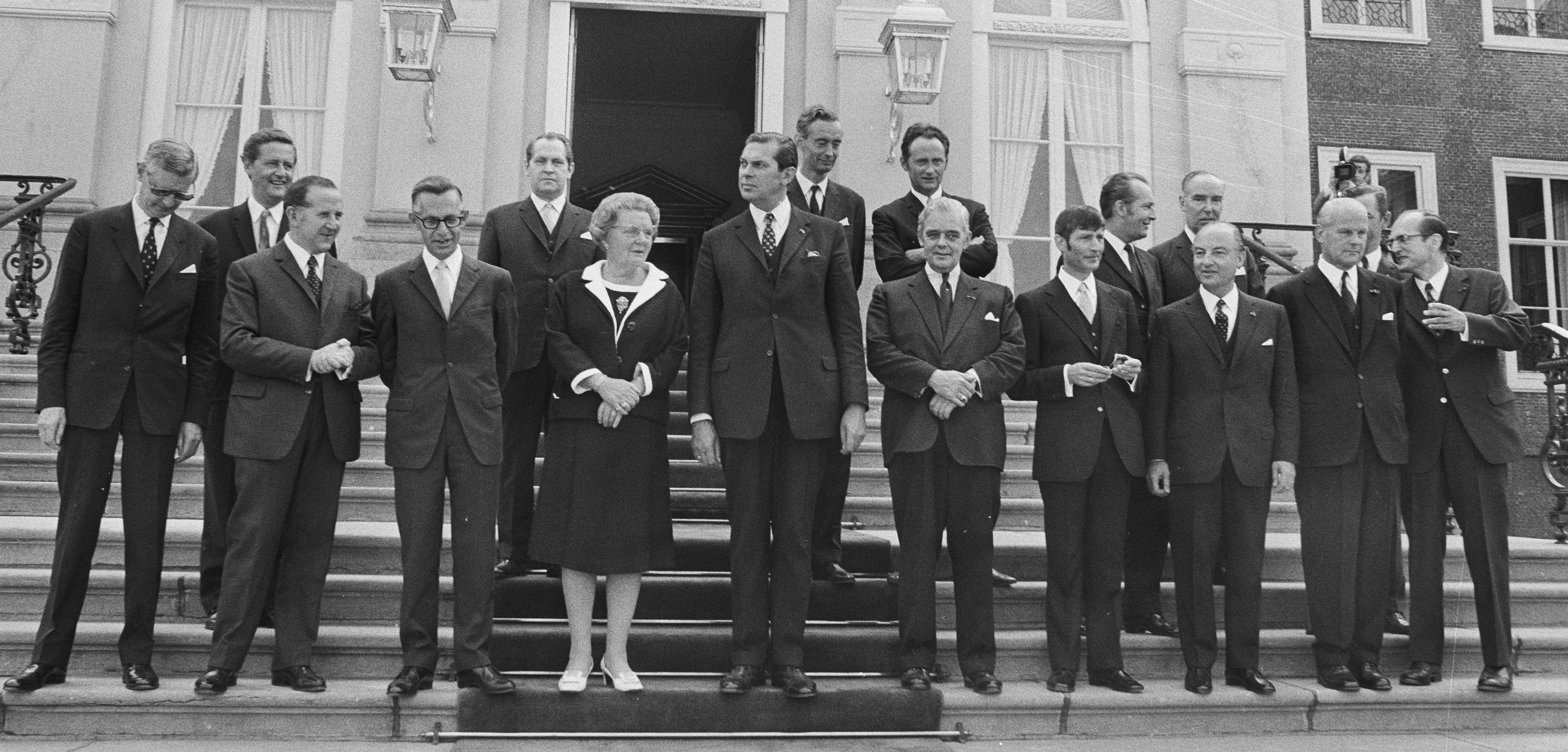
Barend Biesheuvel all'inaugurazione del suo primo governo nel 1971

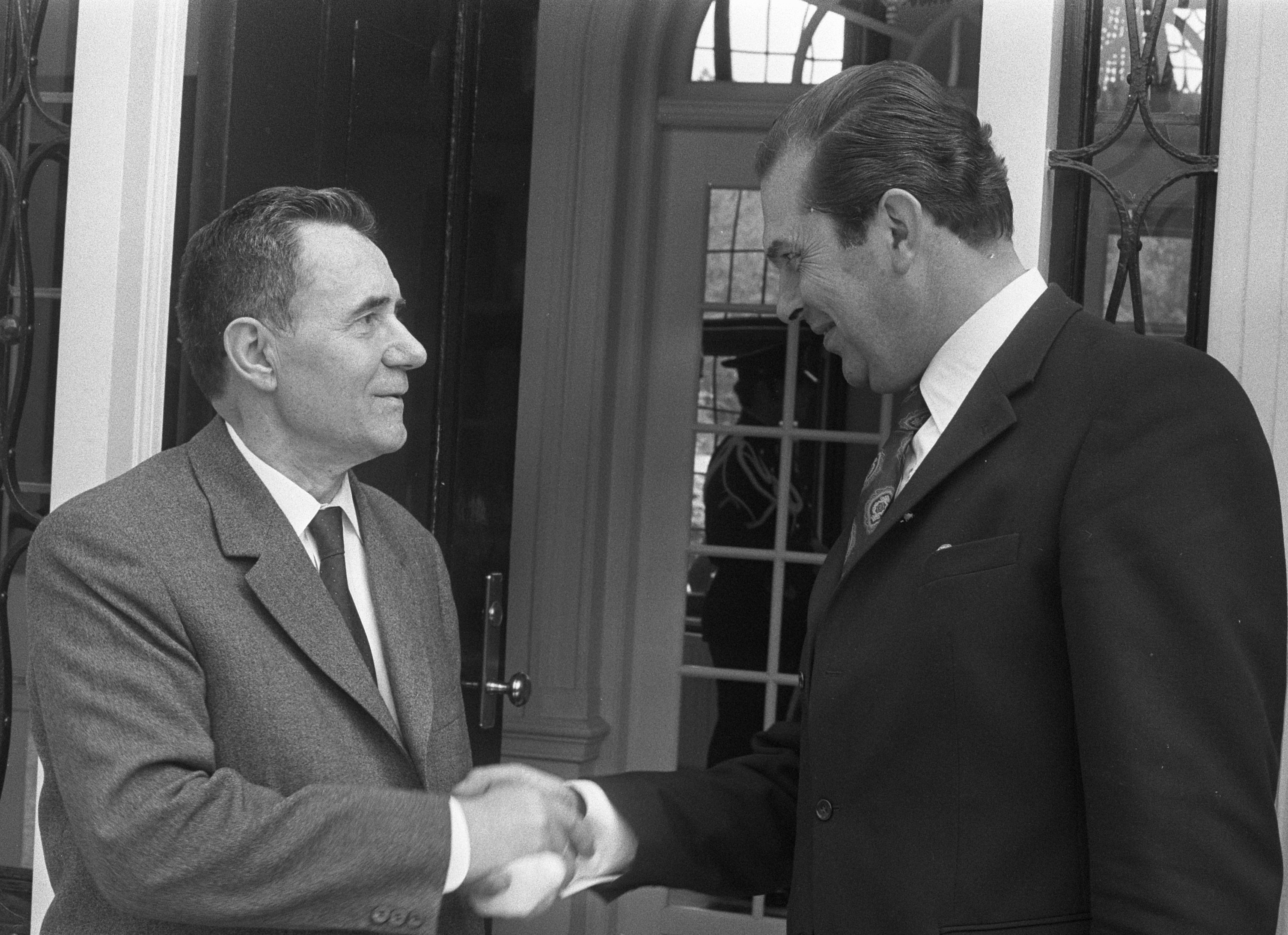
Andrei Gromyko e Barend Biesheuvel

Tra il 1956 e il 1963 ha rappresentato il Partito Anti-Rivoluzionario nella Camera dei Rappresentanti (la camera bassa del parlamento). Dal 1957 al 1961 ha tenuto posto all'assemblea consultiva del Consiglio d'Europa e dal 1961 al 1963 al Parlamento europeo.
Nelle successive amministrazioni guidate da Marijnen, Cals e Zijlstra tra il 24 luglio 1963 e il 5 aprile 1967 è stato vice primo ministro con responsabilità supplementari per le questioni riguardanti Suriname e Antille olandesi e ministro dell'agricoltura e della pesca.
Nel 1967 tornò alla Camera dei Rappresentanti e divenne capo parlamentare del Partito Anti-Rivoluzionario. Nello stesso periodo ha anche presieduto la commissione per la costruzione navale e il comitato per la riforma informativa del governo. In seguito alle elezioni del 1971, il 6 luglio divenne primo ministro sostenuto da una coalizione con l'Unione Cristiana-Storica, il Partito Popolare Cattolico, il Partito Popolare per la Libertà e la Democrazia e i Socialisti Democratici '70, ma tale governo si risultò instabile, collassando dopo poco più di un anno, rimanendo in carica ad interim fino al maggio 1973.

### Dopo la politica
Dopo la sua carriera politica, Biesheuvel ha occupato molte altre posizioni nei settori pubblico e privato. Tra l'altro, è stato presidente del consiglio di vigilanza della National Investment Bank, membro dei comitati di vigilanza di OGEM e KLM, e ha presieduto il gruppo di lavoro sulle Antille Olandesi, il comitato consultivo nazionale sulla relazione tra l'elettorato e la politica, il Consiglio provvisorio per i trasporti, i lavori pubblici e l'amministrazione dell'acqua e il comitato interministeriale di coordinamento per gli affari del mare del Nord (ICONA).

### Vita personale
Il 22 novembre 1945 Biesheuvel sposò la sua fidanzata di lunga data Wilhelmina Jacoba "Mies" Meuring (nata il 7 agosto 1919). Avevano due figlie e un figlio. Mies Meuring è morta il 17 gennaio 1989 all'età di sessantanove anni. Barend Biesheuvel è morto in un ospedale di Haarlem dopo una lunga malattia il 29 aprile 2001 all'età di ottantuno anni. Biesheuvel e sua moglie sono stati sepolti al cimitero principale di Bloemendaal.